# Anders (Vorname)
Anders ist ein männlicher Vorname.

## Herkunft und Verbreitung des Namens
Anders ist eine Form des Vornamens Andreas, die vor allem in Skandinavien gebräuchlich ist.
Obwohl dort auch die Grundform verwendet wird, ist Anders der häufiger vorkommende Name.

## Varianten
Kurzformen: Andi, Andor, Ander, Andrä, André, Andréa, Andree, Andrej, Andrew, Andriko, Andrusch, Andy, Drees

## Namenstag
30. November (Andreastag)

## Namensträger

### A
- Anders Ahlgren (1888–1976), schwedischer Ringer
- Anders Almgren (* 1968), schwedischer Fußballspieler
- Anders Andersson (1937–1989), schwedischer Eishockeyspieler
- Anders Andersson (* 1974), schwedischer Fußballspieler
- Anders Jonas Ångström (1814–1874), schwedischer Astronom und Physiker
- Anders Anundsen (* 1975), norwegischer Politiker
- Anders Antonsen (* 1997), dänischer Badmintonspieler
- Anders Anundsen (* 1975), norwegischer Politiker
- Anders Arborelius (* 1949), schwedischer Geistlicher, Bischof von Stockholm
- Anders Askevold (1834–1900), norwegischer Maler
- Anders Åslund (* 1956), schwedischer Fußballspieler
- Anders Aukland (* 1972), norwegischer Skilangläufer

### B
- Anders Bardal (* 1982), norwegischer Skispringer
- Anders Bastiansen (* 1980), norwegischer Eishockeyspieler
- Anders Bergcrantz (* 1961), schwedischer Jazztrompeter
- Anders W. Berthelsen (* 1969), dänischer Schauspieler
- Anders Besseberg (* 1946), norwegischer Biathlet und Biathlonfunktionär
- Anders Bodelsen (1937–2021), dänischer Schriftsteller
- Anders Boesen (* 1976), dänischer Badmintonspieler
- Anders Bohman (* 1965), schwedischer Kameramann und Filmproduzent
- Anders Christensen Bording (1619–1677), dänischer Dichter
- Anders Borg (* 1968), schwedischer Wirtschaftswissenschaftler
- Anders Bratholm (1920–2010), norwegischer Jurist und Hochschullehrer
- Anders Behring Breivik (* 1979), norwegischer Massenmörder
- Anders Burman (1928–2013), schwedischer Jazz-Schlagzeuger, Bandleader und Musikproduzent

### C
- Anders Carlsson (* 1960), schwedischer Eishockeyspieler und -funktionär
- Anders Celsius (1701–1744), schwedischer Astronom
- Anders Christensen (* 1972), dänischer Jazzmusiker
- Anders Christiansen (* 1990), dänischer Fußballspieler
- Anders Baasmo Christiansen (* 1976), norwegischer Schauspieler
- Anders Chydenius (1729–1803), finnischer Pfarrer, Politiker, Ökonom und Philosoph
- Anders Cleve (1937–1985), schwedischsprachiger finnischer Schriftsteller

### D
- Anders Dahl-Nielsen (* 1951), dänischer Handballspieler, -trainer und -funktionär
- Anders Daun (* 1963), schwedischer Skispringer
- Anders Bjørn Drachmann (1860–1935), dänischer Klassischer Philologe

### E
- Anders Eby (* 1949), schwedischer Dirigent
- Anders Eek (* 1974), norwegischer Musiker
- Anders Eggert (* 1982), dänischer Handballspieler und -trainer
- Anders Ehnmark (1931–2019), schwedischer Journalist und Schriftsteller
- Anders Gustaf Ekeberg (1767–1813), schwedischer Naturforscher und Chemiker
- Anders Eldebrink (* 1960), schwedischer Eishockeyspieler
- Anders Eriksson (* 1975), schwedischer Eishockeyspieler

### F
- Anders Fannemel (* 1991), norwegischer Skispringer
- Per Anders Fogelström (1917–1998), schwedischer Schriftsteller
- Knut Anders Fostervold (* 1971), norwegischer Fußballspieler und Radrennfahrer
- Anders Fridén (* 1973), schwedischer Sänger
- Anders Frisk (* 1963), schwedischer Fußballschiedsrichter

### G
- Anders Gärderud (* 1946), schwedischer Leichtathlet
- Anders Giske (* 1959), norwegischer Fußballspieler
- Anders Gløersen (* 1986), norwegischer Skilangläufer
- Anders Abraham Grafström (1790–1870), schwedischer Historiker und Dichter

### H
- Anders Hansen (* 1970), dänischer Golfer
- Anders Haugen (1888–1984), US-amerikanischer Skispringer
- Anders Hedberg (* 1951), schwedischer Eishockeyspieler
- Anders Hejlsberg (* 1960), dänischer Programmierer
- Anders Henriksson (* 1977), schwedischer Handballspieler
- Anders Hillborg (* 1954), schwedischer Komponist
- Anders Högström (* 1975), schwedischer Rechtsradikaler
- Anders Holmberg (* 1984), schwedischer Orientierungsläufer
- Anders Johan von Höpken (1712–1789), schwedischer Politiker und Akademie-Mitbegründer
- Anders Hornslien (* 1970), norwegischer Politiker und Journalist
- Anders Huusko (* 1971), schwedischer Eishockeyspieler

### J
- Anders Jacobsen (* 1985), norwegischer Skispringer
- Anders Jacobson (* 1984), schwedischer Handballspieler
- Anders Järryd (* 1961), schwedischer Tennisspieler
- Anders Thomas Jensen (* 1972), dänischer Regisseur, Drehbuchautor und Schauspieler
- Anders Johnson (* 1989), US-amerikanischer Skispringer
- Anders Jormin (* 1957), schwedischer Jazz-Bassist, Bandleader und Komponist

### K
- Anders Kallur (* 1952), schwedischer Eishockeyspieler
- Anders Kjellberg, schwedischer Jazz-Schlagzeuger
- Anders Koppel (* 1947), dänischer Komponist und Musiker
- Anders Kraupp (* 1959), schwedischer Curler
- Anders Kristiansen (* 1979), dänischer Badmintonspieler
- Per-Anders Kurenbach (* 1970), deutscher Keyboarder, Komponist und Musikproduzent
- Anders Kulläng (1943–2012), schwedischer Rallyefahrer

### L
- Anders Lange (1904–1974), norwegischer Politiker
- Anders Larsson (1892–1945), schwedischer Ringer
- Anders Larsson (* 1961), schwedischer Skilangläufer
- Anders Lee (* 1990), US-amerikanischer Eishockeyspieler
- Anders Levermann (* 1973), deutscher Klimawissenschaftler
- Anders Johan Lexell (1740–1784), finnlanschwedisch-russischer Mathematiker und Astronom
- Anders Limpar (* 1965), schwedischer Fußballspieler
- Anders Lind (* 1998), dänischer Tischtennisspieler
- Anders Lindegaard (* 1984), dänischer Fußballspieler
- Anders Linderoth (* 1950), schwedischer Fußballspieler und -trainer
- Anders Lindstedt (1854–1939), schwedischer Mathematiker und Astronom
- Anders Lindström (* 1969), schwedischer Organist und Pianist
- Anders Lund (* 1985), dänischer Radrennfahrer

### M
- Anders Møller (1883–1966), dänischer Ringer
- Anders Mol (* 1997), norwegischer Volleyball- und Beachvolleyballspieler
- Anders Myrvold (* 1975), norwegischer Eishockeyspieler

### N
- Anders Nielsen (Badminton) (* um 1965), dänischer Badmintonspieler
- Anders Dahl-Nielsen (* 1951), dänischer Handballspieler, -trainer und -funktionär
- Anders Peter Nielsen (1867–1950), dänischer Sportschütze
- Anders Ward Nielsen (1967–2010), englischer Badmintonspieler
- Anders Nilsson (Stadtplaner) (1844–1936), schwedischer Offizier, Ingenieur, Stadtplaner und Politiker
- Anders Nilsson (Regisseur) (* 1963), schwedischer Regisseur, Drehbuchautor und Filmproduzent
- Anders Nilsson (Eishockeyspieler, 1977) (* 1977), schwedischer Eishockeyspieler
- Anders Nilsson (Eishockeyspieler, 1990) (* 1990), schwedischer Eishockeytorwart
- Anders Nordin (* 1949), schwedischer Politiker
- Anders Nordberg (* 1978), norwegischer Orientierungsläufer
- Anders Nordström (* 1960), schwedischer Mediziner
- Anders Norudde (* 1960), schwedischer Volksmusiker und Geigenbauer

### O
- Anders Oechsler (* 1979), dänischer Handballspieler
- Anders Olofsson (1952–2008), schwedischer Automobilrennfahrer
- Anders Olsen (Kaufmann) (1718–1786), norwegischer Kaufmann und Kolonialverwalter
- Anders Olsen (Politiker) (* 1971), grönländischer Politiker (Siumut) und Polizist
- Anders Peter Olsen (1862–1938), dänischer Inspektor von Grönland
- Anders Olsson (* 1981), schwedischer Schachspieler
- Anders Orth (* 1962), deutscher Musiker, Komponist und Schauspieler
- Anders Österling (1884–1981), schwedischer Dichter, Schriftsteller und Journalist

### P
- Anders Pålsson (1917–1999), schwedischer Fußballspieler
- Anders Paulrud (1951–2008), schwedischer Journalist und Autor
- Anders Persson (* 1982), schwedischer Handballtorwart
- Anders Petersen (1876–1968), dänischer Sportschütze
- Anders Petersen (Knut Anders Fredrik Petersen; * 1944), schwedischer Fotograf
- Anders Petersen (* 1959), deutscher Grafiker und Objektkünstler

### R
- Anders Rambekk (* 1976), norwegischer Fußballspieler
- Anders Fogh Rasmussen (* 1953), dänischer Politiker und Generalsekretär der NATO
- Anders Refn (* 1944), dänischer Filmeditor und Regisseur
- Anders Jahan Retzius (1742–1821), schwedischer Naturforscher
- Anders Rydberg (1903–1989), schwedischer Fußballspieler

### S
- Anders Samuelsen (* 1967), dänischer Politiker
- Anders Sandøe Ørsted (Botaniker) (1816–1872), dänischer Botaniker und Zoologe
- Anders Södergren (* 1977), schwedischer Skilangläufer
- Anders Sparrman (1748–1820), schwedischer Arzt, Botaniker und Ornithologe
- Anders Stenmo (1956–2023), schwedischer Musiker (Mitgründer Erste Allgemeine Verunsicherung)
- Anders Svensson (* 1976), schwedischer Fußballspieler

### T
- Anders Tengbom (1911–2009), schwedischer Architekt
- Anders Thidholm, schwedischer Curler
- Anders Trentemøller  (* 1972), dänischer Techno- und Houseproduzent, siehe Trentemøller

### U
- Pål Anders Ullevålseter (* 1968), norwegischer Endurorennfahrer

### W
- Anders Wejryd (* 1948), schwedischer Geistlicher, Erzbischof von Uppsala
- Anders Wiman (1865–1959), schwedischer Mathematiker
- Anders Woldseth (1934–1959), norwegischer Skispringer

### Y
- Anders Ygeman (* 1970), schwedischer Innenminister

### Z
- Anders Zachariassen (* 1991), dänischer Handballspieler
- Anders Zorn (1860–1920), schwedischer Maler, Grafiker und Bildhauer

## Fiktive Figuren
- Anders And, in der dänischen Übersetzung der Name von Donald Duck
- Anders, ein Charakter der Computerspiel-Serie Dragon Age